# نضد

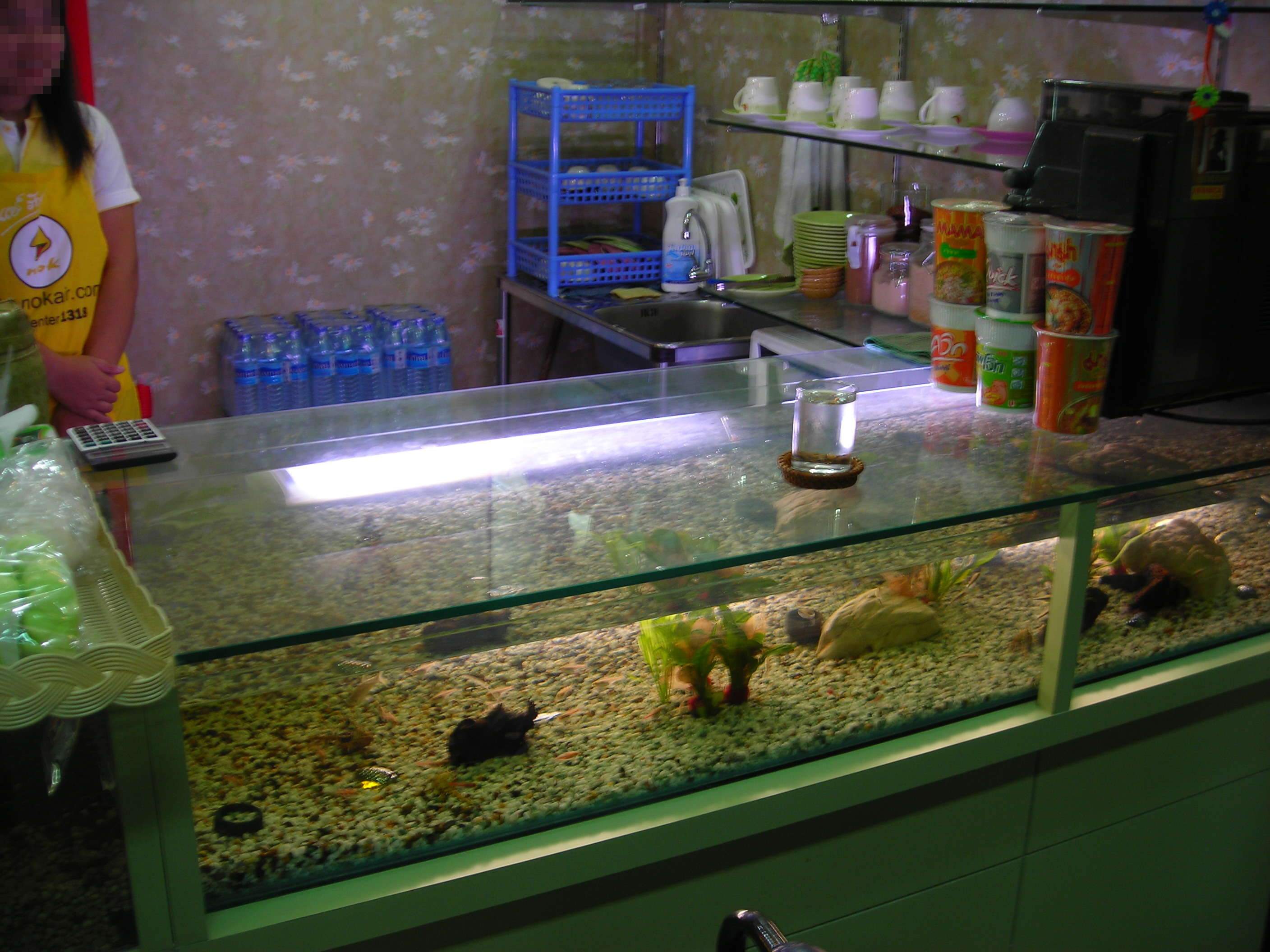
نضد ذات مربى مائي في تايلند.

النضد (الجمع: أَنْضَاد) بضم النون وهي منضدة أو طاولة طويلة تفصل ما بين البائع و المشتري وتوضع فوقها البضائع. وله اشكال عديدة ومنها: نضد المطبخ وهي منضدة نجدها في المطابخ أو في المطاعم تستخدم لتحضير الطعام ويغلب أن تُعزَّز بجارور وخزانة لحفظ أدوات تحضير الطعام.